# Stadion Stal w Ałczewsku
Stadion "Stal" (ukr. Стадіон «Сталь») – wielofunkcyjny stadion w Ałczewsku na Ukrainie.
Stadion w Ałczewsku został zbudowany w XX wieku. Po rekonstrukcji stadion dostosowano do wymóg standardów UEFA i FIFA, wymieniono część starych siedzeń na siedzenia z tworzywa sztucznego. Rekonstruowany stadion może pomieścić 9 200 widzów. Domowa arena klubu Stal Ałczewsk.